# Figura alada femenina

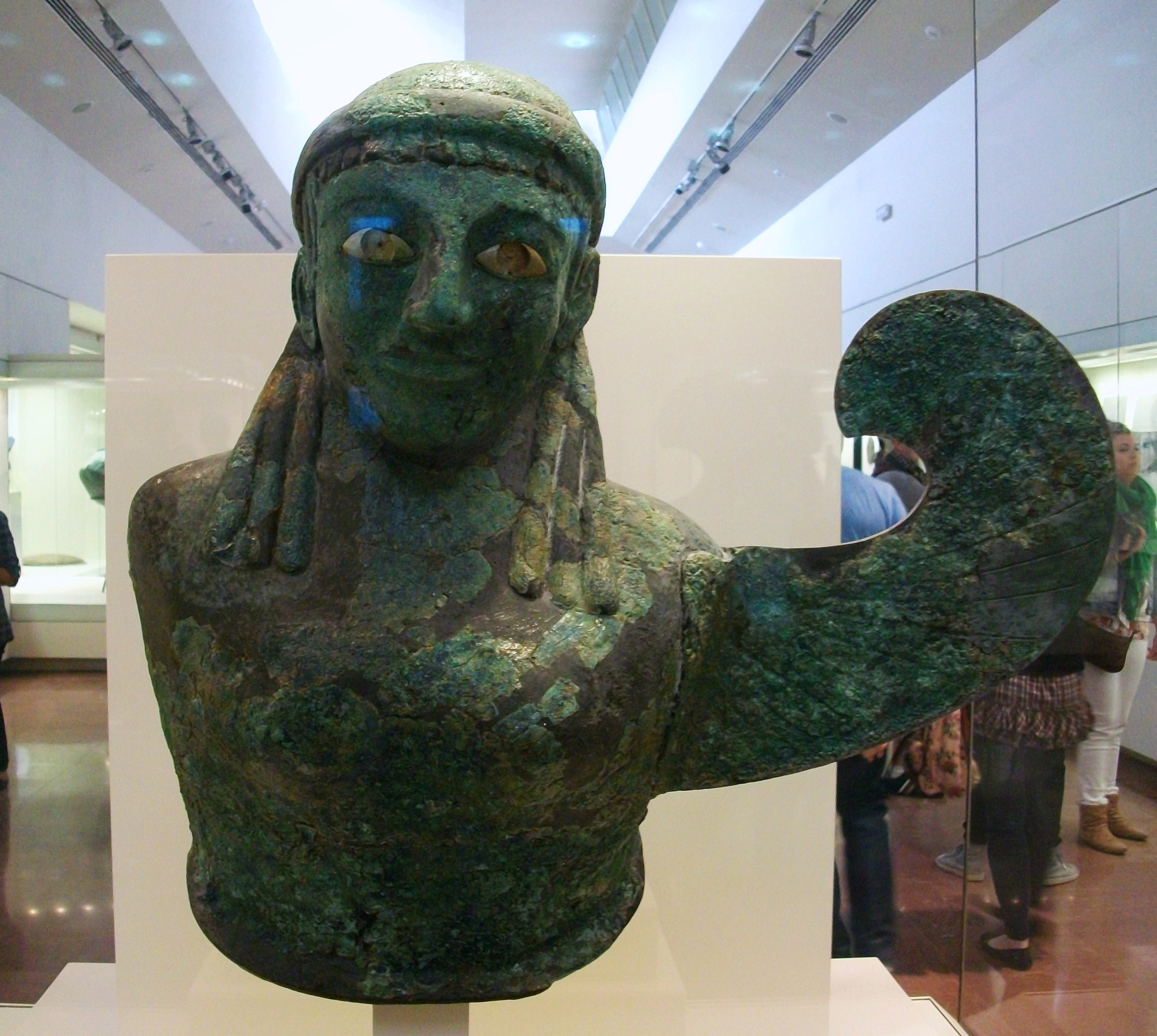
Figura alada femenina de bronze, 590-580 ae, Museu Arqueològic d'Olímpia

Un sphyrelaton (grec: σφυρ-ήλατος, plural: sphyrelata) era, en món arcaic, un tipus d'estàtua votiva de discretes dimsions que, en general representava una divinitat o un objecte de culte.

## Característiques
El sphyrelaton s'obtenia martellejant una fina làmina de bronze al voltant d'un nucli de fusta prèviament tallada fins a prendre la forma desitjada. La tècnica sembla d'origen oriental, probablement importada pels treballadors del nord de Síria, que van arribar a Grècia al voltant del segle VII ae. Va ser prou generalitzat en l'Antiga Grècia (juntament amb molts altres invents, com el xoanon) que s'atribuïra a la mítica figura de Dèdal, i de fet és important, ja que els testimoniatges més importants d'objectes votius semblants provenen d'excavacions fetes a l'illa de Creta.

## Evidències arqueològiques
Les evidències arqueològiques relacionades amb els sphyrelata són escasses. Aquest tipus d'estàtues votives eren produïdes amb materials altament peribles i delicats. La realització tècnica de les sphyrelata tampoc va tenir sort, en particular en el món antic, i va ser substituïda amb l'arribada de la tècnica de la cera perduda (inicis del segle VI ae), cosa que va permetre assolir estàndards superiors de qualitat amb menys esforç. La prova més important, no obstant això, en prové de Creta, on, per exemple, al temple d'Apol·lo Delfí de Dreros s'han trobat tres estatuetes votives en un excel·lent estat de conservació, «en el primer estil orientalitzant de finals del segle VII» (l'anomenada Tríada de Dreros, actualment conservada al Museu Arqueològic d'Heraclió). Dues de les tres sphyrelata, se suposa que representen Àrtemis i Leto, ja que porten un polos, un vestit llarg amb adorns i un mantell; a més, són en posicions estàtiques, mentre que la tercera, s'ha suggerit que representa Apol·lo en moviment, i la posició del braç del déu (inclinant-se cap endavant) suggereix que hi tenia un arc.